# Ряпецка
Ряпецка — вершина в Українських Карпатах, у масиві Полонина Боржава. Висота гори складає 1210 м.
Через вершину гори проходить два маркованих маршрути: синій — з гори Великий Верх до села Подобовець, зелений — із села Пилипець у село Гукливий.